# Наумовка (Башкортостан)
Нау́мовка (баш. Наумовка) — село в Стерлитамакском районе Республики Башкортостан Российской Федерации. Административный центр Наумовского сельсовета.

## География

### Географическое положение
Находится на правом берегу реки Ашкадар.
Между селом Наумовка и деревней Покровкой находится остановочный пункт  158 километр на линии Карламан — Мурапталово Башкирского региона
Расстояние до:
- районного центра (Стерлитамак): 12 км,
- ближайшей ж/д станции (Стерлитамак): 12 км.

## История
Основано на территории Стерлитамакского уезда в кон. 18 в. помещичьими крестьянами Е.Наумовой под названием Хлебодаровка. В 1795 учтено 340 чел., в 1865 в Хлебодаровке в 69 дворах проживало 494 человека. Занимались земледелием. Были часовня, 2 винокуренных завода, водяная мельница.
С 1906 современное название. Зафиксированы церковь, церковно-приходская школа, бакалейная лавка, хлебозапасный магазин.
Указом от 10 февраля 1940 года передан в Стерлитамакский район.
В 1985 году из г. Стерлитамака в с.Наумовка была переведена учебная часть Стерлитамакского совхоза-техникума, построен учебный корпус и 4 общежития для студентов.

## Население
| 2002 | 2009  | 2010  | 2021  |
| ---- | ----- | ----- | ----- |
| 2867 | ↗3238 | ↘2935 | ↗3048 |

Национальный состав
Согласно переписи 2002 года, преобладающие национальности — русские (33 %), башкиры (28 %).

## Религия
В селе есть мечеть «Бибинур» и строится православная церковь Николая Чудотворца.

## Известные уроженцы, жители
- В селе родился и скончался Герой Советского Союза (16.10.1943) Гаврии́л Ива́нович Басма́нов (18 августа 1920 — 1 марта 1945).